# Hessentag 2003
Der Hessentag 2003 war der 43. Hessentag. und fand vom 13. bis zum 22. Juni 2003 in Bad Arolsen statt. Unter dem Motto „Stimmung, Feiern, Open Air – der Hessentag mit tollem Flair!“ besuchten rund 780.000 Gäste die Stadt.
Für die Ausrichtung des Hessentages wurden 20 Millionen Euro investiert.
Der Hessentag wurde am 13. Juni 2003 vom damaligen Ministerpräsident Roland Koch vor mehr als 1.000 Zuschauern eröffnet. Es fanden rund 800 Veranstaltungen statt. Veranstaltungsorte waren unter anderem der Hessen-Palace (Comedy), das Festzelt Königsberg, die Schlossbühne und die Stadthalle Mengeringhausen.

## Veranstaltungen

### Hessen-Palace
- Hape Kerkeling (13. Juni)
- Sissi Perlinger (16. Juni)
- Mundstuhl (18. Juni)
- Martin Schneider (22. Juni)

### Festzelt Königsberg
- volkstümliche Hitparade: Alpentrio Tirol, Nockalm Quintett und Oswald Sattler (18. Juni)
- Die große Nacht des deutschen Schlagers: Claudia Jung, Roland Kaiser, Francine Jordi, Michael Holm, Tina York und Wind (22. Juni)

### Schloßbühne
- Rondò Veneziano (19. Juni)

### Stadthalle Mengeringhausen
- Badesalz (19. Juni)[1]

### Richard-Beekmann-Stadion
- Deep Purple, Lynyrd Skynyrd und als Support Kickhunter (18. Juni)[5]